# Robbie Lawler
Robert Glenn "Robbie" Lawler (San Diego, 20 maart 1982) is een Amerikaans voormalig MMA-vechter. Hij was van 6 december 2014 tot 30 juli 2016 kampioen in het weltergewicht (tot 77 kilo) bij de UFC. Hij is ook voormalig EliteXC-kampioen in het middengewicht en heeft in de organisaties Strikeforce, Pride, IFL en King of the Cage (KOTC) gevochten.

## Achtergrond
Lawler is van Filipijnse en Engels-Amerikaanse afkomst. Vanaf zijn negende volgde hij karate-training en op de middelbare school behaalde hij de status 'All-State' in zowel het worstelen als American football. Op zijn zestiende kwam hij in contact met toenmalig UFC-kampioen weltergewicht Pat Miletich, op wiens MMA-school hij vanaf 2000 trainde.

## MMA-carrière

### Begin en UFC-debuut
Lawler maakte op 7 april 2001 zijn professionele MMA-debuut, in de weltergewichtsklasse. Hij won zijn vier eerste gevechten allemaal middels knock-out (KO) of technische knock-out (TKO) in de eerste ronde. Op 10 mei 2002 maakte Lawler zijn UFC-debuut. Hij won binnen deze organisatie nog drie gevechten op rij. Zijn vierde verloor hij nadat hij opgaf met een heupblessure. Zijn volgende gevecht won hij van Chris Lytle. In zijn zesde sloeg Nick Diaz hem knock-out. Daarna besloot hij het te proberen in de middengewichtsklasse (tot 84 kilo), maar verloor hierin zijn eerste partij van Evan Tanner.

### Andere organisaties
Na zijn verliespartij tegen Tanner ging Lawler vechten voor andere organisaties, waaronder KOTC, Pride en IFL. Van 23 juli 2005 tot 26 juli 2008 vocht hij tien partijen en won hij er acht. Eén partij werd voortijdig gestaakt nadat hij zijn tegenstander met een vinger in het oog raakte. Op 6 juni 2009 maakte Lawler zijn debuut bij Strikeforce, wat op dat moment de op een na grootste MMA-organisatie ter wereld was, achter de UFC. Hij verloor hier vijf van zijn acht partijen.

### Terugkeer naar UFC en Weltergewicht
Toen Strikeforce werd overgenomen door de UFC verhuisden de vechters mee. Lawler keerde hier bij zijn rentree terug in het weltergewicht. In zijn eerste wedstrijd op 23 februari 2013 sloeg hij Josh Koscheck na vier minuten knock-out. De volgende tegenstander, Bobby Voelker, ging in het begin van de tweede ronde ook knock-out door middel van een trap naar het hoofd en verschillende stoten. Lawler mocht het op 16 november 2013 opnemen tegen Rory MacDonald, die als een van de beste weltergewichten ter wereld werd gezien. De jury was na de partij verdeeld, maar gaf de overwinning aan Lawler. Door deze overwinning mocht Lawler op 15 maart 2014 tegen Johny Hendricks strijden om de titel in het weltergewicht. Die was vacant was nadat kampioen Georges St-Pierre zijn terugtreden uit de sport had aangekondigd. Hendricks pakte na vijf ronden de titel op basis van een unanieme jurybeslissing.

### Kampioenschap
Na zijn verloren titelpartij versloeg Lawler Jake Ellenberger en Matt Brown. Hierna kreeg hij opnieuw een kans om voor de titel te strijden in een rematch met Hendricks, op 26 juli 2014. Eén jurylid gaf de overwinning ditmaal aan Hendricks, maar de andere twee aan Lawler, waardoor Lawler de nieuwe UFC-kampioen in het weltergewicht werd. Hij verdedigde de titel in juli 2015 in een tweede ontmoeting met MacDonald (TKO) en in januari 2016 tegen Carlos Condit (verdeelde jurybeslissing). Tyron Woodley onttroonde Lawler op 30 juli 2016 als kampioen door hem na ruim twee minuten in de eerste ronde van hun gevecht knock-out te slaan.
Na zijn nederlaag bleef Lawler bijna een jaar weg uit de kooi. Hij keerde terug op 29 juli 2017 met een overwinning (unanieme jurybeslissing) op Donald Cerrone. Lawler verloor op 16 december 2017 vervolgens van Rafael dos Anjos. De twee maakten de volledige vijf ronden van hun gevecht vol, waarna de jury de Braziliaan unaniem als winnaar aanwees. Lawler kwam daarna weer ruim veertien maanden niet in actie. Hij verloor in maart 2019 vervolgens van Ben Askren (verwurging) en in augustus 2019 van Colby Covington (unanieme jurybeslissing). Nadat hij in augustus 2020 ook nog verloor van Neil Magny, boekte hij in september 2021 voor het eerst in vier jaar weer een overwinning. De UFC gunde hem en eveneens oudgediende Nick Diaz bij uitzondering een partij van vijf ronden. Lawler sloeg zijn tegenstander die dag aan het begin van de derde ronde naar de grond. Diaz vertelde de scheidsrechter daarop dat hij klaar was. Lawler verloor in juli 2022 voor de vierde keer in zijn carrière zelf op knock-out, tegen Bryan Barberena.
Lawler nam het op 8 juli 2023 op tegen Niko Price. Hij liet vooraf weten dat dit het laatste gevecht van zijn carrière zou zijn. Hij won door zijn tegenstander na 38 seconden knock-out te slaan.

## Kampioenschappen en Prestaties

### Mixed martial arts
- Ultimate Fighting Championship
  - UFC Middengewicht Kampioenschap (1x, huidig kampioen)
  - Gevecht van de Avond (2x)
  - Knock-out van de Avond (1x)
- Elite Xtreme Combat
  - EliteXC Middengewicht Kampioenschap (1x, laatste)
- ICON Sport
  - ICON Sport Middengewicht Kampioenschap (2x)
- Superbrawl
  - Superbrawl Middengewicht Kampioenschap (1x, laatste)
- Sherdog
  - 2010 Knock-out van het Jaar (tegen Melvin Manhoef op 30 januari 2010)
  - 2013 Terugkeer van het Jaar[3]
  - 2010 All-Violence Second Team[4]
- MMAInsider.net
  - 2013 Doorbraak van het Jaar[5]
- MMA Nuts.com
  - 2013 Terugkeer van het Jaar[6]
- MMAValor.com
  - 2013 Terugkeer van het Jaar[7]
- Inside MMA
  - 2013 Doorbraak van het Jaar (Bazzie Award)